# Фильгертсхофен
Фильгертсхофен (нем. Vilgertshofen) — община в Германии, в земле Бавария. 
Подчиняется административному округу Верхняя Бавария. Входит в состав района Ландсберг-на-Лехе. Подчиняется управлению .  Население составляет 2524 человека (на 31 декабря 2010 года). Занимает площадь 27,14 км².
Коммуна подразделяется на 5 сельских округов.

## Население
По оценке на 31 декабря 2015 года население общины Фильгертсхофен составляет 2600 чел. 

| Дата      | 1840 | 1871 | 1900 | 1925 | 1939 | 1950 | 1961 | 1970 | 1987 | 2011 |
| --------- | ---- | ---- | ---- | ---- | ---- | ---- | ---- | ---- | ---- | ---- |
| Население | 1172 | 1293 | 1376 | 1349 | 1260 | 1841 | 1537 | 1555 | 1741 | 2484 |

| Год       | 1960 | 1970 | 1980 | 1990 | 2000 | 2009 | 2010 | 2011 | 2012 | 2013 | 2014 | 2015 |
| --------- | ---- | ---- | ---- | ---- | ---- | ---- | ---- | ---- | ---- | ---- | ---- | ---- |
| Население | 1530 | 1559 | 1600 | 1843 | 2340 | 2527 | 2524 | 2500 | 2491 | 2518 | 2567 | 2600 |